# Munizipalität Sestaponi
Die Munizipalität Sestaponi (georgisch ზესტაფონის მუნიციპალიტეტი, Sestaponis munizipaliteti)  ist eine Verwaltungseinheit (etwa entsprechend einem Landkreis) in der Region Imeretien im zentralen Teil Georgiens.

## Geographie
Verwaltungszentrum der Munizipalität ist die namensgebende Stadt Sestaponi. Die 423 km² große Munizipalität ist in allen Richtungen von ebenfalls zur Region Imeretien gehörenden Munizipalitäten umgeben: Tschiatura im Nordosten, Charagauli im Südosten, Baghdati im Südwesten und Terdschola im Nordwesten.
Die Munizipalität liegt am östlichen Ende der Kolchischen Tiefebene, dort auch als Imeretische Tiefebene bezeichnet, sowie im anschließenden, vielerort bewaldeten Mittelgebirge. Dieses erreicht im Nordosten eine Höhe von knapp 700 m über dem Meeresspiegel, während der entlang der Südwestgrenze der Munizipalität verlaufende Kamm mit dem Gipfel des Sapischlistawi 1088 m erreicht. Von Nordosten nach Westen wird das Gebiet vom linken Rioni-Nebenfluss Qwirila durchquert, oberhalb von Sestaponi in einem engen, mehrere hundert Meter tief eingeschnittenen Tal. Dies gilt auch für den dort von links einmündenden Zufluss Dsirula und deren linken Nebenfluss Tschcherimela, der im äußersten Südosten der Munizipalität mündet. Im Norden fließen der echte Qwirila-Nebenfluss Tscholaburi und seine Quellflüsse Budscha und Dsussa. Tscholaburi und Qwirila markieren im Nordwesten einen Teil der Grenze zur Munizipalität Terdschola.

## Bevölkerung und Verwaltungsgliederung
Die Einwohnerzahl beträgt 55.100 (Stand: 2021).
Bis 2014 war die Einwohnerzahl mit 57.628 gegenüber der vorangegangenen Volkszählung (56.341 Einwohner 2002) um fast ein Viertel gesunken, erheblich über dem Landesdurchschnitt. Zuvor war die Bevölkerung seit mindestens den 1930er-Jahren kontinuierlich langsam gewachsen, mit Ausnahme eines leichten Rückgangs in den 1970er-Jahren.
Bevölkerungsentwicklung
Anmerkung: Volkszählungsdaten

Die Bevölkerung ist fast monoethnisch georgisch (etwa 99,0 %); daneben gibt es eine kleine Zahl von überwiegend Russen und  Armeniern (Stand 2002).
Die größten Ortschaften neben der Stadt Sestaponi (20.814 Einwohner) sind mit jeweils über 1.500 Einwohnern die Dörfer Dilikauri, Kweda Kwaliti, Kweda Sakara, Meore Swiri, Pirweli Swiri, Puti, Seda Sakara und Sowreti (2014). Die frühere Minderstadt (georgisch daba, დაბა) Schorapani verlor diesen Status zum 1. Januar 2014 und ist nun ebenfalls Dorf.
Die Munizipalität gliedert sich in den eigenständigen Hauptort Sestaponi sowie 18 Gemeinden (georgisch temi, თემი beziehungsweise bei nur einer Ortschaft einfach „Dorf“, georgisch sopeli, სოფელი) mit insgesamt 59 Ortschaften:
| Gemeinde      | Anzahl Ortschaften | Einwohner (2014) |
| ------------- | ------------------ | ---------------- |
| Boslewi       | 6                  | 1145             |
| Dilikauri     | 2                  | 1921             |
| Dsirula       | 9                  | 949              |
| Ilemi         | 2                  | 832              |
| Kldeeti       | 7                  | 3067             |
| Kwaliti       | 2                  | 3013             |
| Kweda Sakara  | 3                  | 3994             |
| Kweda Sasano  | 4                  | 3440             |
| Meore Swiri   | 2                  | 3723             |
| Pirweli Swiri | 1                  | 1981             |
| Puti          | 1                  | 1564             |
| Rodinauli     | 4                  | 1956             |
| Sanachschire  | 5                  | 1470             |
| Schorapani    | 1                  | 1258             |
| Schroscha     | 4                  | 887              |
| Seda Sakara   | 2                  | 2266             |
| Sowreti       | 1                  | 1513             |
| Zchrazqaro    | 3                  | 1835             |

## Geschichte
Das Gebiet gehörte seit dem Zerfall des Königreiches Georgien im 15. Jahrhundert bis in das 19. Jahrhundert faktisch durchgehend zum Königreich Imeretien. Während der Zugehörigkeit Georgiens zum Russischen Reich war es überwiegend Teil des Ujesds Schorapani, im Westen auch des Ujesds Kutais des Gouvernements Kutais, zu dem es bis in die Anfangsjahre der Sowjetunion gehörte. Sitz des Ujesds Schorapani war ab den 1870er-Jahren die Siedlung mit der russifizierten Namensform Kwirily (russisch Квирилы, nach dem Fluss) die um einen Militärposten entstanden und nach dem Eisenbahnbau erheblich um die gleichnamige Bahnstation gewachsen war – das heutige Sestaponi.
In den 1920er-Jahren wurde der Verwaltungssitz des Ujesds in das wirtschaftlich bedeutendere Tschiatura verlegt, aber das frühere Kwirily, das seit 1921 Dschugeli hieß, 1926 in Sestaponi umbenannt und zur Stadt erhoben (beziehungsweise russifiziert Sestafoni, Зестафони), entsprechend dem Namen des ursprünglichen georgischen Dorfes. 1930 wurde ein eigenständiger Rajon Sestaponi (Sestafoni) ausgewiesen. Nach der Unabhängigkeit Georgiens wurde der Rajon 1995 der neu entstandenen Region Imeretien zugeordnet und 2006 in eine Munizipalität umgebildet.

## Verkehr
Durch die Munizipalität verlaufen die wichtigsten Verkehrsachsen Georgiens: durch das Dsirula- und Qwirila-Tal die internationale Fernstraße S1 (ს1) von Tiflis zur russischen beziehungsweise abchasischen Grenze (auf diesem Abschnitt zugleich Europastraße 60), und durch das Tschcherimela-Tal und dann wie die Fernstraße entlang der Dsirula und Qwirila sowie die Ebene im Westen die Bahnstrecke Poti – Tiflis (– Baku).
Von der S1 in Sestaponi abzweigend verläuft rechts (westlich) oberhalb der Qwirila die Nationalstraße Sch22 (შ22) in Richtung Tschiatura–Satschchere, weiter in einem Bogen zurück zur S1 in der innerkartlischen Munizipalität Chaschuri. Im äußersten Südosten zweigt von der S1 die Nationalstraße Sch55 (შ55) ab, die der Bahnstrecke durch das Tschcherimela-Tal nach Charagauli und weiter als schlecht ausgebaute Alternativroute ebenfalls wieder zur S1 folgt. Die Sch101 (შ101) ist eine weitere Verbindung zwischen Sestaponi und dem benachbarten Verwaltungssitz Charagauli durch den Süden der Munizipalität, und die Sch54 (შ54) ins westlich benachbarte Baghdati.
Von Sestaponi beziehungsweise Schorapani folgt die zwischen 1895 und 1904 als Schmalspurbahn eröffnete und in den 1950er-Jahren auf Breitspur umgebaute und elektrifizierte Bahnstrecke über Tschiatura nach Satschchere der Qwirila aufwärts.